# 天元 (北元)
天元（1379年—1388年）是北元益王脱古思帖木儿的年號，共計使用10年。1388年十月六日，也速迭兒殺益王，北元結束。

## 异说
- 《明实録》（1388年末年説）
- 《明史》太祖本紀（1389年末年説）、韃靼传（1388年末年説）
- 鍾淵映《歴代建元考》（1380年改元説）

## 改元
- 宣光八年——四月，元昭宗去世，益王脫古思帖木兒即位，明年改元天元。[3]
- 天元十年——十月，也速迭儿缢杀脱古思帖木儿，去大元国号和年号。[2]仍称「大蒙古国」。[4]

## 西元紀年對照表
| 天元 | 元年   | 二年   | 三年   | 四年   | 五年   | 六年   | 七年   | 八年   | 九年   | 十年   |
| ---- | ------ | ------ | ------ | ------ | ------ | ------ | ------ | ------ | ------ | ------ |
| 公元 | 1379年 | 1380年 | 1381年 | 1382年 | 1383年 | 1384年 | 1385年 | 1386年 | 1387年 | 1388年 |
| 干支 | 己未   | 庚申   | 辛酉   | 壬戌   | 癸亥   | 甲子   | 乙丑   | 丙寅   | 丁卯   | 戊辰   |

## 深入閱讀
- 李崇智. . 北京: 中华书局. 2004年12月. ISBN 7101025129.
- 鄧洪波. . 臺北: 國立臺灣大學東亞經典與文化研究計劃. 2005年3月  [2007年3月10日]. ISBN 978-986-00-0518-9. （原始内容 (pdf)存档于2007年8月25日） （中文）.

## 同期存在的其他政权年号
- 中國
  - 洪武（1368年—1398年）：明朝—明太祖朱元璋之年號
  - 天定（1386年）：明朝時期—彭玉琳之年號
- 日本
  - 天授（1375年—1381年）：南朝—長慶天皇之年號
  - 弘和（1381年—1384年）：南朝—長慶天皇、後龜山天皇之年號
  - 元中（1384年—1392年）：南朝—後龜山天皇之年號
  - 康曆（1379年—1381年）：北朝—後圓融天皇之年號
  - 永德（1381年—1384年）：北朝—後圓融天皇與後小松天皇之年號
  - 至德（1384年—1387年）：北朝—後小松天皇之年號
  - 嘉慶（1387年—1389年）：北朝—後小松天皇之年號
- 越南
  - 昌符（1377年—1387年）：越南陳朝—陳廢帝陳晛之年號

## 參看
- 中國年號索引
- 其他政权使用的天元年号

| 前一年號： 宣光 | 北元年号 1379年—1388年 | 下一年號： 洪武 |